# Barabaš
Barabaš je tudi različica moškega imena Baraba.
Barabaš (madžarsko Kerkabarabás) je vas na Madžarskem, ki upravno spada pod podregijo Lenti Županije Zala. Tukaj je živel pisatelj Danilo Kiš.